# Diseases Database
De Diseases Database is een via een website vrij toegankelijke databank die verbanden documenteert tussen medische aandoeningen, symptomen en geneesmiddelen. De databank wordt beheerd door een Londens bedrijf, Medical Object Oriented Software Enterprises Ltd.
In oktober 2012 bevatte de database ruim 8.400 onderwerpen, die middels 40.250 relaties met elkaar verbonden werden. Voor de terminologie van de concepten wordt teruggevallen op het Unified Medical Language System-compendium (UMLS), waarnaar op ruim 12.000 locaties verwezen wordt. Via UMLS-links wordt ook doorverwezen naar Medical Subject Headings.
De onderwerpen van de database bevatten eveneens doorverwijzingen naar de Online Mendelian Inheritance in Man (OMIM) en eMedicine-databanken.